# Porky in Wackyland
Porky in Wackyland is een korte animatiefilm uit 1938 geregisseerd door Bob Clampett voor Warner Bros. Pictures.

## Plot
In de film gaat Porky Pig op zoek naar de laatste dodo die zich bevindt in Wackyland, een land in het continent Afrika. Wackyland is een surrealistisch landschap (gedeeltelijk geïnspireerd op het werk van Salvador Dalí) waar alles kan gebeuren en in de achtervolging tussen Porky en de Dodo weet het beest Porky op bijzondere manieren te ontwijken.

## Stemmencast
| Acteur         | Personage                                          |
| -------------- | -------------------------------------------------- |
| Mel Blanc      | Porky Pig / Do-Do / Wackyland-inwoners (onvermeld) |
| Billy Bletcher | Brullende zot (onvermeld)                          |

## Invloed
Clampett zou later de opnames in Wackyland nog eens nadoen voor de tekenfilm Tin Pan Alley Cats, waarin een dronken kat helemaal de weg kwijt is. In 1949 bracht Warner Bros een remake van de film onder de naam Dough for the Do-Do uit. De verschillen tussen Porky in Wackyland en Dough for the Dodo zijn de toepassing van kleur en een verandering aan het einde, voor de rest zijn de twee filmpjes nagenoeg gelijk. 
De film staat op de achtste plaats van 50 beste cartoons in het boek The 50 Greatest Cartoons: As Selected by 1,000 Animation Professionals  van historicus Jerry Beck. De animatiefim is opgenomen in de National Film Registry voor preservatie.